# Nekrolog 1953
Nekrolog
◄◄
| ◄
| 1949
| 1950
| 1951
| 1952
| 1953 | 1954 | 1955 | 1956 | 1957 | ► | ►►
1. Quartal |
2. Quartal |
3. Quartal |
4. Quartal 
Weitere Ereignisse | Allgemeiner Nekrolog 1953
Die Beschreibung der verstorbenen Person sollte so kurz wie möglich gehalten sein und nur deren signifikante Tätigkeit(en) enthalten.
Neue Namen ggf. auch unter dem Geburts- und Sterbedatum, also etwa unter 1. Januar und im Geburts- und Sterbejahr (2024) eintragen (nur bei entsprechender großer Wichtigkeit). Für Beispiele siehe die schon vorhandenen Artikel.
Außerdem über die fünf zuletzt Verstorbenen, zu denen es einen ausreichend guten Artikel für eine Präsentation auf der Hauptseite gibt, nach der todesbedingten Überarbeitung der Artikel ggf. auch unter Wikipedia Diskussion:Hauptseite informieren und sie am besten auch in den anderen Wikipedia-Sprachversionen eintragen. Tipp: Regelmäßig bei news.google.de nach „ist tot“, „gestorben“ oder „verstorben“ suchen.
Wenn eine Person gestorben ist, gibt es viele Seiten zu dieser Person in der Wikipedia, die davon auch betroffen sind und entsprechend aktualisiert werden müssen. Beispiele: Namenübersichtsseite, Geburtsjahr, Geburtsort-Seiten und viele mehr.
Wie finde ich die betroffenen Seiten?
Im Suchfeld auf der linken Seite gibt man den Suchbegriff so ein: „Vorname Nachname“. Dann klickt man auf Volltext und alle Seiten mit entsprechendem Suchtext werden aufgerufen. Hier sieht man dann schnell, wo auch das Todesjahr Sinn macht oder sogar ein Teil des Artikels angepasst werden muss. Auch hilft das „Werkzeug“ auf der linken Seite sehr gut, um solche Seiten aufzufinden: „Links auf diese Seite“. Somit ist die Wikipedia wieder aktuell in allen Bereichen! Hinweis: bei Eintragung der Kategorie „Gestorben JAHR“ wird der Missbrauchsfilter 49 ausgelöst, was jedoch nicht schlimm ist. Siehe: Spezial:Missbrauchsfilter/49
Dies ist eine Liste von im Jahr 1953 verstorbenen bekannten Persönlichkeiten. Die Einträge erfolgen innerhalb der einzelnen Daten alphabetisch sortiert. Tiere sind im Nekrolog für Tiere zu finden.
Die Liste ist nach Quartalen aufgeteilt:
- Nekrolog 1. Quartal 1953: Januar, Februar und März
- Nekrolog 2. Quartal 1953: April, Mai und Juni
- Nekrolog 3. Quartal 1953: Juli, August und September
- Nekrolog 4. Quartal 1953: Oktober, November und Dezember

## Datum unbekannt
| Joseph Addison                        | britischer Botschafter                                                                                          |     |
| Mathilde Ade                          | deutsch-ungarische Graphikerin                                                                                  |     |
| Alois Anderle                         | österreichischer Schwimmer                                                                                      |     |
| Werner Otto Bachmann                  | deutscher Mediziner und Hochschullehrer                                                                         |     |
| Cyril Bartoň-Dobenín                  | tschechischer Textilindustrieller                                                                               |     |
| Gustav Brack                          | deutscher Gewerkschafter und Landespolitiker (BdS, SPD, SED)                                                    |     |
| Brahmananda Saraswati                 | Religionsführer des Sanatana Dharma                                                                             |     |
| Anton Brändle                         | deutscher Kommunalpolitiker und NSDAP-Mitglied                                                                  |     |
| Rudolf Brandsch                       | siebenbürgisch-sächsischer Politiker                                                                            |     |
| Friedrich Wilhelm Ottilius Brökelmann | deutscher Unternehmer in der Aluminium-Branche                                                                  |     |
| Fausto Burgos                         | argentinischer Journalist und Schriftsteller                                                                    |     |
| Myrtelle Canavan                      | US-amerikanische Ärztin                                                                                         |     |
| Sadi Çoban                            | türkischer Fußballspieler                                                                                       |     |
| Jean Delville                         | belgischer Maler, Okkultist und Theosoph                                                                        |     |
| Robert Denk                           | deutscher Elektriker und Erfinder                                                                               |     |
| Adriaan Dijxhoorn                     | niederländischer Politiker                                                                                      |     |
| Sonam Topgay Dorji                    | bhutanischer Politiker                                                                                          |     |
| Reginald DuValle                      | US-amerikanischer Jazzmusiker                                                                                   |     |
| Karl Eckardt                          | deutscher Wirtschaftsfunktionär und NSDAP-Gauwirtschaftsberater                                                 |     |
| Wilhelm Engels                        | deutscher Heimatforscher und Schulrektor                                                                        |     |
| Hugo Eywo                             | österreichischer Kameramann und Fotograf                                                                        |     |
| Paul Faust                            | deutscher Orgelbauer                                                                                            |     |
| Otto Christian Fischer                | deutscher Jurist und Ökonom                                                                                     |     |
| Heinrich Frantzen                     | deutscher Komponist                                                                                             |     |
| Augusto Ferreira Gomes                | portugiesischer Lyriker und Journalist                                                                          |     |
| Alan Grenyer                          | englischer Fußballspieler                                                                                       |     |
| Waldemar Gust                         | rumäniendeutscher Mitbegründer der „Deutschen Volkspartei Rumäniens“                                            |     |
| Tosh Hammed                           | US-amerikanischer Musiker, Songwriter und Entertainer                                                           |     |
| Mohammed Haschim Khan                 | afghanischer Premierminister und Regent                                                                         |     |
| Anton Hauptmann                       | deutscher Verwaltungsjurist und Ministerialbeamter in Bayern                                                    |     |
| Georg Helgerth                        | deutscher Ringer                                                                                                |     |
| Heinrich Henstorf                     | deutscher Lehrer, Rektor und Ortschronist                                                                       |     |
| Reinhold Herrmann                     | deutscher Pädagoge und Heimatforscher                                                                           |     |
| Katharina Hertwig                     | deutsche Politikerin (DNVP), MdL                                                                                |     |
| Robert Honold                         | deutscher Ingenieur und Professor für Turbinenbau an der TH Graz                                                |     |
| Guido Huber                           | deutscher Parapsychologe                                                                                        |     |
| Kurd Janssen                          | preußischer Landrat                                                                                             |     |
| Harry Jochmus                         | deutscher Maler                                                                                                 |     |
| Heinrich Jürgensen                    | deutscher Architekt                                                                                             |     |
| Bruno Kalitzki                        | deutsch-israelischer Architekt                                                                                  |     |
| Emil Kaufmann                         | österreichischer Kunst- und Architekturhistoriker                                                               |     |
| Avraham Jeschajahu Karelitz           | orthodoxer Rabbiner                                                                                             |     |
| Gen’ichi Koidzumi                     | japanischer Botaniker                                                                                           |     |
| Theodor Kotzur                        | deutscher Gewerkschafter und Politiker (SPD, SED), MdR, MdV                                                     |     |
| Muhammad Kurd Ali                     | syrischer Gelehrter, Historiker und Literaturkritiker                                                           |     |
| Georges Le Gentil                     | französischer Hispanist und Lusitanist                                                                          |     |
| Ary van Leeuwen                       | holländischer Flötist                                                                                           |     |
| Alfred Lomnitz                        | deutscher Maler, Grafiker und Designer                                                                          |     |
| Bengt Lundqvist                       | schwedischer Chemiker                                                                                           |     |
| Emmett Lundy                          | US-amerikanischer Old-Time-Musiker                                                                              |     |
| Émile Magne                           | französischer Kunsthistoriker und Literaturkritiker                                                             |     |
| Pierre Martino                        | französischer Romanist und Literaturwissenschaftler                                                             |     |
| Clemens Marx                          | deutscher Bauingenieur und Reichsbahnbeamter                                                                    |     |
| Avdo Međedović                        | muslimischer Guslar aus dem heutigen Montenegro                                                                 |     |
| Mehmet Cemil                          | türkischer Weltenbummler                                                                                        |     |
| Carlos de Mesquita                    | brasilianischer Komponist und Pianist                                                                           | ≈89 |
| Lewis Ferry Moody                     | US-amerikanischer Maschinenbauingenieur und Professor                                                           |     |
| Alfred Moser                          | Schweizer Lokomotivführer und Fachbuchautor                                                                     |     |
| Karl Müller                           | deutscher Politiker                                                                                             |     |
| Josef Nabl                            | österreichischer Physiker                                                                                       |     |
| Alexander Niklitschek                 | österreichischer Sachbuchautor                                                                                  |     |
| Adolph Bölling Overweg                | deutscher Verwaltungsjurist und Landrat                                                                         |     |
| Ernst Plagemann                       | deutscher Unternehmer und Manager des Stahlhandels                                                              |     |
| Gus Pope                              | US-amerikanischer Diskuswerfer                                                                                  |     |
| Fiddlin’ Powers                       | US-amerikanischer Old-Time-Musiker                                                                              |     |
| Michael Rachlis                       | deutscher Architekt                                                                                             |     |
| Günther Reitzenstein                  | deutscher Landrat und Verwaltungsrichter                                                                        |     |
| Alonso Reyes Guerra                   | salvadorianischer Diplomat                                                                                      |     |
| Max Richard                           | Schweizer Chirurg                                                                                               |     |
| Franz Roeckle                         | deutscher Architekt                                                                                             |     |
| Jörgen Nilsen Schaumann               | schwedischer Dermatologe                                                                                        |     |
| Beniamin Pawlowitsch Schechowski      | russisch-polnisch-französischer Astronom                                                                        |     |
| Oscar Scheibel                        | deutscher Entomologe                                                                                            |     |
| Paul Schmitt                          | deutscher Verleger und Journalist                                                                               |     |
| Adele Schönfeld                       | deutsche Schauspielerin                                                                                         |     |
| Elisabeth Schröder                    | deutsche Schriftstellerin                                                                                       |     |
| Eugen Georg Schuffenhauer             | deutscher Sektengründer                                                                                         |     |
| Ernst Wilhelm Schultz                 | deutscher Sammler von Kulturgut aus dem Markgräfler Land und Gründer des Heimatmuseums in Lörrach               |     |
| Paulette Schwartzmann                 | französisch-argentinische Schachspielerin                                                                       |     |
| Heinrich Schweitzer                   | deutscher Architekt                                                                                             |     |
| Victor Seifert                        | deutscher Bildhauer                                                                                             |     |
| Valerie Seisser                       | deutsche Krankenschwester, Oberin beim Roten Kreuz in Würzburg und Mitgründerin der Rot Kreuz Klinik in Würz... |     |
| Iwan Serrurier                        | niederländisch-US-amerikanischer Erfinder und Unternehmer                                                       |     |
| Wilhelm Siehoff                       | deutscher Germanist, Pädagoge sowie als Politiker des Zentrums zweimaliger Oberbürgermeister der Stadt Münst... |     |
| Wilhelm Stahl                         | deutscher Musikpädagoge, Organist, Musikwissenschaftler und Musikbibliothekar                                   |     |
| Hermann Stange                        | deutscher Dirigent                                                                                              |     |
| Boleslaw von Szankowski               | Bildnismaler |     |
| Paul Tafel                            | deutscher Maschinenbau-Ingenieur, Autor und völkischer Politiker                                                |     |
| René Trintzius                        | französischer Jurist und Schriftsteller                                                                         |     |
| Hans Voigt                            | deutscher Architekt                                                                                             |     |
| Herbert Walenn                        | britischer Cellist und Musikpädagoge                                                                            | ≈83 |
| Hans Weidner                          | deutscher Bildhauer                                                                                             |     |
| Adolf Wendt                           | deutscher Maler und Radierer                                                                                    |     |
| Richard Wenz                          | deutscher Pädagoge, Journalist und Schriftsteller                                                               |     |
| George Reber Wieland                  | US-amerikanischer Paläontologe                                                                                  |     |
| Eberhard Winkhaus                     | westfälischer Publizist, Heimat- und Familienforscher                                                           |     |
| Léon Xanrof                           | französischer Dramatiker, Komponist und Sänger                                                                  | ≈86 |
| Casimir Douglass Zdanowicz, Jr.       | US-amerikanischer Romanist                                                                                      |     |
| Ludwig Zid                            | österreichischer Südamerika-Reisender                                                                           |     |